# Pluchea bequaertii
Pluchea bequaertii là một loài thực vật có hoa trong họ Cúc. Loài này được Robyns miêu tả khoa học đầu tiên năm 1943.